# Османско-германски съюз
Османско–германският съюз е съглашение между Германската и Османската империя, ратифицирано на 2 август 1914 г., малко след началото на Първата световна война. Съюзът е създаден в рамките на съвместно сътрудничество, което да даде възможност за укрепване и модернизиране на небоеспособната османска армия, както и да предостави на Германия безопасен коридор към териториите на съседните британски колонии.

## Предистория
В навечерието на Първата световна война, Османската империя е в руини. В резултат на поредицата войни през този период са загубени редица територии, икономиката е в упадък, а населението е деморализирано и изморено от усилията. На империята е необходимо време, за да възстанови силите си и да извърши реформи. Това време обаче не настъпва, поради приближаващия световен конфликт, и Османската империя не е в състояние да остане настрани от него. Неутралитетът и насочването към възстановяване са невъзможни и империята трябва да се присъедини към единия или другия лагер – след Итало-турската война и Балканските войни, тя е напълно изтощена откъм ресурси. Няма достатъчно оръжия и оборудване, а империята не разполага с финансови средства за закупуване на нови. Единственият вариант за Високата порта е да създаде съюз с европейска сила.

### Преговаряне със страните
Повечето европейски сили не са заинтересовани от съюз с отслабената Османска империя. Още в началото на Итало-турската война в Северна Африка, Великият везир Саит Халим паша изразява това желание на правителството, и на турските посланици е наредено да разберат дали наистина европейските столици са заинтересувани от подобно съглашение. Само Русия първоначално проявява интерес – но при условия, които биха направили възможен руски протекторат над османските земи, което е отхвърлено. Съюз с Франция също се оказва невъзможен: най-близкият ѝ съюзник е Русия, дългогодишен враг на Османската империя, след войната от 1828 година. Великобритания отхвърля османското запитване.
Личното желание на султан Мехмед V е империята да остане неутрална страна. Въпреки това натискът от страна на някои старши съветници на Мехмед води до приближаване към Централните сили.

## Договор с Германия
Германия се нуждае от Османската империя на своя страна. От 1889 г. Ориент експрес достига до Константинопол и преди Първата световна война султанът се съгласява с план да удължи трасето през Мала Азия до Багдад под егидата на германците. Това би дало възможност за укрепване на връзките на Османската империя с индустриализираните страни в Европа, а също и по-лесен достъп на Германия до пазарите в нейните африкански колонии и Индия. За да препятства влизане на Османската империя в Антантата, Германия окуражава Румъния и България да влязат в съюза на Централните сили (по-късно България влиза на страната на Централните сили, а Румъния – на Антантата).
На 2 август 1914 г. е сключен таен договор между Османската и Германската империя. Турция трябва да влезе във войната на страната на Централните сили един ден след обявяването на война от Германия на Русия. Съюзът е ратифициран на 2 август от много висши турски държавни служители, включително и великият везир Саид Халим паша, военния министър Енвер паша, министъра на вътрешните работи Талат паша, и ръководителя на парламента Халил Бей.
Въпреки това, липсва подпис от страна на султан Мехмед V. Според Конституцията, султанът е главнокомандващ на армията, и това поставя легитимността на съюза под въпрос. Самият султан желае империята да остане неутрална. Третият член на кабинета на трите паши, Джемал паша, също не подписва договора, тъй като се опитва да постигне съюз с Франция.
Австро-Унгария се присъединява към турско–германския договор на 5 август. Османската империя влиза във войната на 29 октомври 1914 г., когато османския флот бомбардира руските пристанища.